# 平井信号場
平井信号場（ひらいしんごうじょう）は、愛知県豊川市平井町神明にある名古屋鉄道（名鉄）名古屋本線の信号場である。
名鉄名古屋本線と東海旅客鉄道（JR東海）飯田線の分岐点である。JRの前身である日本国有鉄道（国鉄）時代には飯田線側にも平井信号場が存在したが、1963年（昭和38年）に小坂井駅に統合され廃止、現在では小坂井駅の構内扱いとなっている。
豊橋駅と平井信号場の間は、名鉄は3.8 km としているが、国鉄は3.9 km としていた。

## 歴史
- 1927年（昭和2年）6月1日：豊川鉄道、平井信号所を新設[3]。愛知電気鉄道（後の名鉄）も新設[1]。
- 1943年（昭和18年）8月1日：豊川鉄道が戦時買収により国有化。省線側では法令に従って平井信号所を平井信号場に改称[3]（名鉄側は変更せず平井信号所のまま[2]）。
- 1963年（昭和38年）12月17日：国鉄の平井信号場を小坂井駅構内扱いとする[3]。
- 1987年（昭和62年）：国鉄民営化に伴う法令の統一に伴い、名鉄が平井信号所を平井信号場に改称[2]。

## 構造
複線の名鉄名古屋本線と同じく複線のJR飯田線の分岐・合流点である。下り線の分岐点は両開き形で、分岐後JR飯田線は右手にそれて築堤上を通る名鉄の上り線をアンダークロスし、豊川方面へ向かう。一方豊橋方面へ向かう上り線の合流点は、名鉄名古屋本線側が直線でJR飯田線がそれに合流する形をとる。
元々は名鉄名古屋本線の前身である愛知電気鉄道と飯田線の前身である豊川鉄道が、1927年（昭和2年）にそれぞれの単線を共有して複線として運行を開始したのが始まりで、その分岐点として設置されたのがこの信号場である。豊川鉄道の国有化後は南側の下り線を国鉄、北側の上り線を名鉄が所有する形式に切り替えられたが、それは国鉄が民営化されてJR東海となった現在も変わっていない。
豊川鉄道国有化後は国鉄（後にJR東海）側が信号の操作などを担当している。国鉄は1963年（昭和38年）に平井信号場の操作を行う信号扱所を小坂井駅に設け、それに伴って信号場を小坂井駅構内扱いとしたが、名鉄側は扱いを変更していない。なお、飯田線の運転士の時刻表には、現在も平井信号場の記載がある。

## 隣の駅
東海旅客鉄道（JR東海）
CD 飯田線
下地駅 - （平井信号場） - 小坂井駅
名古屋鉄道
NH 名古屋本線
豊橋駅 - （平井信号場） - 伊奈駅